# Bernardyn z Żarnowca
 Bernardyn z Żarnowca OFM, latinsky Bernardinus de Szarnovyecz, († 1487) byl polský františkán a písař knih. Podle soudobé františkánské kroniky Jana Komorowskigo byl „lidumilný zpěvák (kantor), který v mnohých klášterech vyhotovil kvalitní chorální knihy“, na něž si sám zřejmě sháněl psací materiál (pergamen, vazbu).